# Ctenophorus gibba
Espèce
Synonymes
- Amphibolurus gibba Houston, 1974

Ctenophorus gibba est une espèce de sauriens de la famille des Agamidae.

## Répartition
Cette espèce est endémique d'Australie-Méridionale.

## Publication originale
- Houston, 1974 : Amphibolurus gibba, a new dragon lizard (Lacertilia: Agamidae) from northern South Australia. Transactions of the Royal Society of South Australia, vol. 98, p. 209-212 (texte intégral).